# Der Judenstaat
L'Estat Jueu (en alemany: Der Judenstaat) és un llibre que és considerat un dels fonaments ideològics del moviment sionista. L'obra tracta sobre el problema de l'antisemitisme en el món, en aquest llibre, Theodor Herzl afirma que el problema tan sols serà resolt quan els jueus de la diàspora es puguin reunir i establir-se en un Estat independent i sobirà.
Aquesta obra fou escrita pel periodista austríac Theodor Herzl, editor literari del periòdic Neue Freie Presse, en 1896. Després del Primer Congrés Sionista, realitzat a Basilea, Suïssa el 29 d'agost de 1897, va fou creada l'Organització Sionista Mundial, Theodore Herzl va ser el seu primer president.
Aquest llibre va causar un impacte sense precedents en el món jueu de finals del segle xix. Fins llavors, els jueus solament parlaven sobre l'antisemitisme en cercles tancats i la majoria fins i tot fingia ignorar-ho per no atreure l'atenció d'enemics hostils. Herzl, tanmateix, va denunciar l'antisemitisme com ningú ho havia fet fins aleshores, i va donar-li una solució efectiva. Fou un gest d'audàcia personal, el fet d'introduir aquesta qüestió en el debat de l'època. Abans que Herzl, solament el jueu rus Leon Pinsker, va encarar el problema de forma semblant, en el llibre Autoemancipació. El propi Herzl va admetre que si hagués llegit l'obra de Pinsker, tal vegada no hauria escrit el llibre L'Estat Jueu (Der Judenstaat) obra que poc després de haver estat publicada, es va editar en anglès, rus, jiddisch, hebreu, francès i castellà. En el seu comentari editorial, el periòdic anglès Jewish Chronicle va publicar: "Un Moisès acaba de sorgir. Es diu Theodor Herzl".